# Ctenognophos paganata
Ctenognophos paganata là một loài bướm đêm trong họ Geometridae.